# Syrianska IF Kerburan
Der Syrianska Idrottsförening Kerburan ist ein schwedischer Fußballverein aus Västerås.

## Geschichte
Der Verein wurde 1977 unter dem Namen Kerburan von aramäischen aus der Türkei stammenden Immigranten gegründet. Zunächst spielte die Mannschaft nur im unterklassigen regionalen Bereich der schwedischen Ligapyramide. 1993 gab sich der Klub seinen noch heute gültigen Namen Syrianska IF Kerburan.
2002 wurde Syrianska IF Kerburan Vizemeister der fünftklassigen Division 4 Västmanland. In der anschließenden Aufstiegsrunde wurde die Mannschaft Gruppensieger und erreichte somit das vierte Spielniveau. Dort etablierte sie sich auf Anhieb im vorderen Tabellenbereich und schaffte 2005 als Tabellendritter der Division 3 Östra Svealand die Qualifikation zur viertklassigen Division 2 Norra Svealand. Nachdem in dieser Liga 2007 hinter IK Brage die Vizemeisterschaft gelungen war, erreichte die Mannschaft im Folgejahr den Staffelsieg und stieg somit in die drittklassige Division 1 auf. Dort verpasste sie in den ersten beiden Jahren ihrer Ligazugehörigkeit jeweils als Tabellendritter nur knapp den Aufstieg in die zweitklassige Superettan.

## Stadion
Ursprünglich war Wenströmska IP der Austragungsort der Heimspiele von Syrianska IF Kerburan. Nachdem die Mannschaft in die drittklassige Division 1 aufgestiegen war, weicht sie seit der Spielzeit 2009 in den 7.044 Plätze bietenden Swedbank Park aus.